# Gabriel Poulain

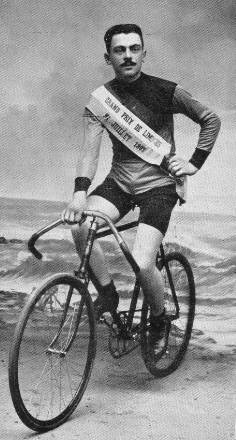
Gabriel Poulain (1903)

Poulain als Weltmeister im Fliegerrennen (1905)

Gabriel Poulain (* 14. Februar 1884 in St. Helier, Jersey; † 9. Januar 1953 in Nizza) war ein französischer Radrennfahrer und Flugpionier.
Die Familie von Gabriel Poulain besaß eine Fahrrad- und Automobilfabrik in St. Nazaire. Poulain machte zunächst eine Ausbildung als Mechaniker, bevor er 1902 Radrennfahrer wurde und als Profi auch Werbung für die Marke Poulain machte.
Im Jahre 1905 wurde Poulain Flieger-Weltmeister auf der Bahn und belegte in den Jahren 1906 und 1908 jeweils den zweiten Platz. Ansonsten startete er zumeist nur in Frankreich. 1905 und 1911 gewann er den Grand Prix de Reims, einen der ältesten Wettkämpfe für Bahnsprinter in Frankreich. Den Grand Prix d’Anvers gewann er 1906, den Grand Prix de la République 1909. 1912 gewann er den Großen Preis von Deutschland. Den Grand Prix Turin, einen der ältesten Wettbewerbe im Bahnradsport, gewann er 1926. Sechsmal siegte er im Grand Prix d’Angers. Zweimal gewann er den Grand Prix du Conseil municipal de la ville de Paris.
Poulain war auch als Flieger und im Flugzeugbau tätig. 1910 bestand er als 14. die deutsche Prüfung zum Flugzeugführer. Im März 1911 nahm er am Fernflug „Gotha–Weimar–Erfurt–Gotha“ teil. Auch versuchte er sich als Tüftler und Erfinder. Am 9. Juli 1921 gewann er einen von Peugeot ausgelobten Preis über 10.000 Francs, indem er im Bois de Boulogne in Paris mit einem selbstgebauten, von menschlicher Kraft betriebenen Flugapparat weiter als zehn Meter und höher als einen Meter flog. Der Apparat bestand aus einem Fahrrad mit zwei Flügeln.
1924 wurde Poulain noch im Alter von 40 Jahren Französischer Meister, im Jahre darauf reichte es für den zweiten Platz. 1927, mit 43 Jahren, erklärte er seinen offiziellen Rücktritt vom Radsport.

## Trivia
Poulain war freundschaftlich mit dem deutschen Flieger Henry Mayer verbunden. Aus dieser Freundschaft wurde später eine erbitterte Rivalität, die oft in heftigen Wortgefechten und Beleidigungen gipfelte. 1909 forderte Mayer anlässlich eines erneuten Streites Poulain zu einem Match mit einem persönlichen Geldeinsatz von 1.600 Goldmark heraus. Poulain willigte ein. Zunächst fand sich keine Radrennbahn, die das Duell austragen wollte. Schließlich konnte man die Bahn von Paris-Vincennes dafür gewinnen. Den ersten Lauf gewann Poulain, Mayer den zweiten. Im Entscheidungslauf übten sich die Konkurrenten mehrfach in langen Stehversuchen, insgesamt über eine Zeit von 207 Minuten. Die Rennkommissare setzten beiden mehrmals Fristen, das Rennen zu beenden. Kurz vor Ablauf der letzten Frist, nach weit mehr als drei Stunden Renndauer, bot Poulain an, abzusteigen und das Rennen ohne Sieger zu beenden. Mayer willigte ein, die Fehde war beendet.